# Ludovico Quaroni
Ludovico Quaroni (né à Rome le 28 mars 1911 - mort à Rome le 22 juillet 1987), est un architecte et urbaniste italien.

## Biographie
Ludovico Quaroni obtient son diplôme d'architecte à l'Université de Rome en 1934.
L'année suivante il commence sa carrière professionnelle avec Mario Ridolfi et Francesco Farina.
En 1936, il remporte le deuxième prix dans la compétition pour les nouveaux tribunaux unifiés de Rome avec Saverio Muratori.
Ludovico Quaroni est connu comme urbaniste, principalement pour avoir participé à une étude dans le village agricole de La Martella, dans province de Matera en 1951.
Également au début des années cinquante, il participe pour le compte de la Casa-INA, à la conception et la mise en œuvre du quartier Tiburtino à Rome.

## Œuvres principales
- 1947-1955 Quartier INA-Casa du Tiburtino, en collaboration avec Mario Ridolfi, Rome
- 1947 Projet de concours pour la Gare de Rome-Termini, en collaboration avec F.Fariello et Mario Ridolfi
- 1948 Église de Santa Maria Maggiore, Francavilla al Mare
- 1951 Église du village agricole de La Martella
- 1962 Quartier INA-Casa du Casilino, en collaboration avec Esposito e Maestro, Rome
- 1956 Église de la Sacra Famiglia, Gênes
- 1970 Complexe polyvalent Cosimini, Grosseto
- 1983 Théâtre de l'Opéra, Rome
- 1972-1984 Chiesa Madre (œuvre jamais achevée), Gibellina
- 2014 Reconstruction du Palazzo Castelluzzo, Palerme

Église de la Sacra Famiglia, Gênes (1956). Photo par Paolo Monti, 1960.
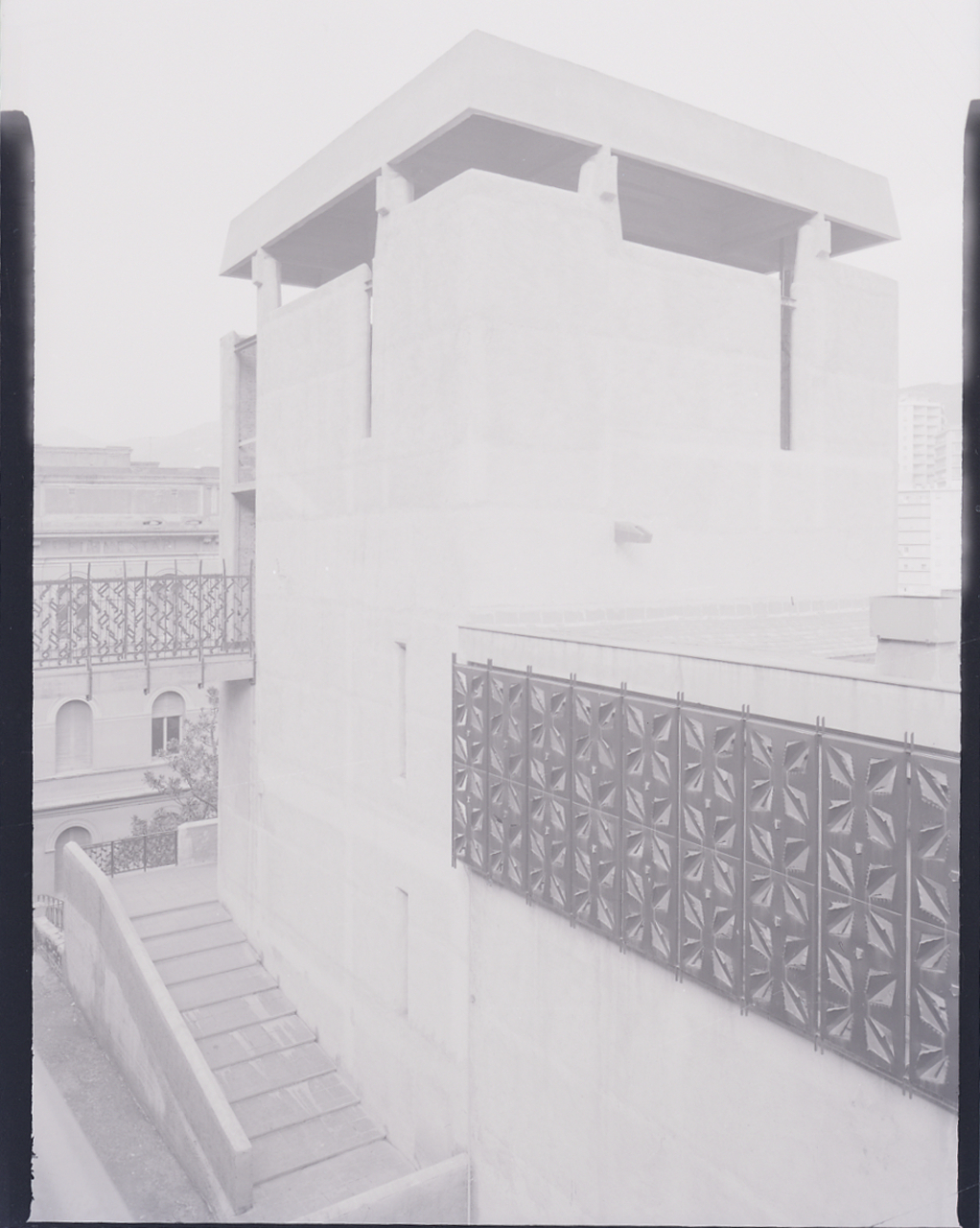
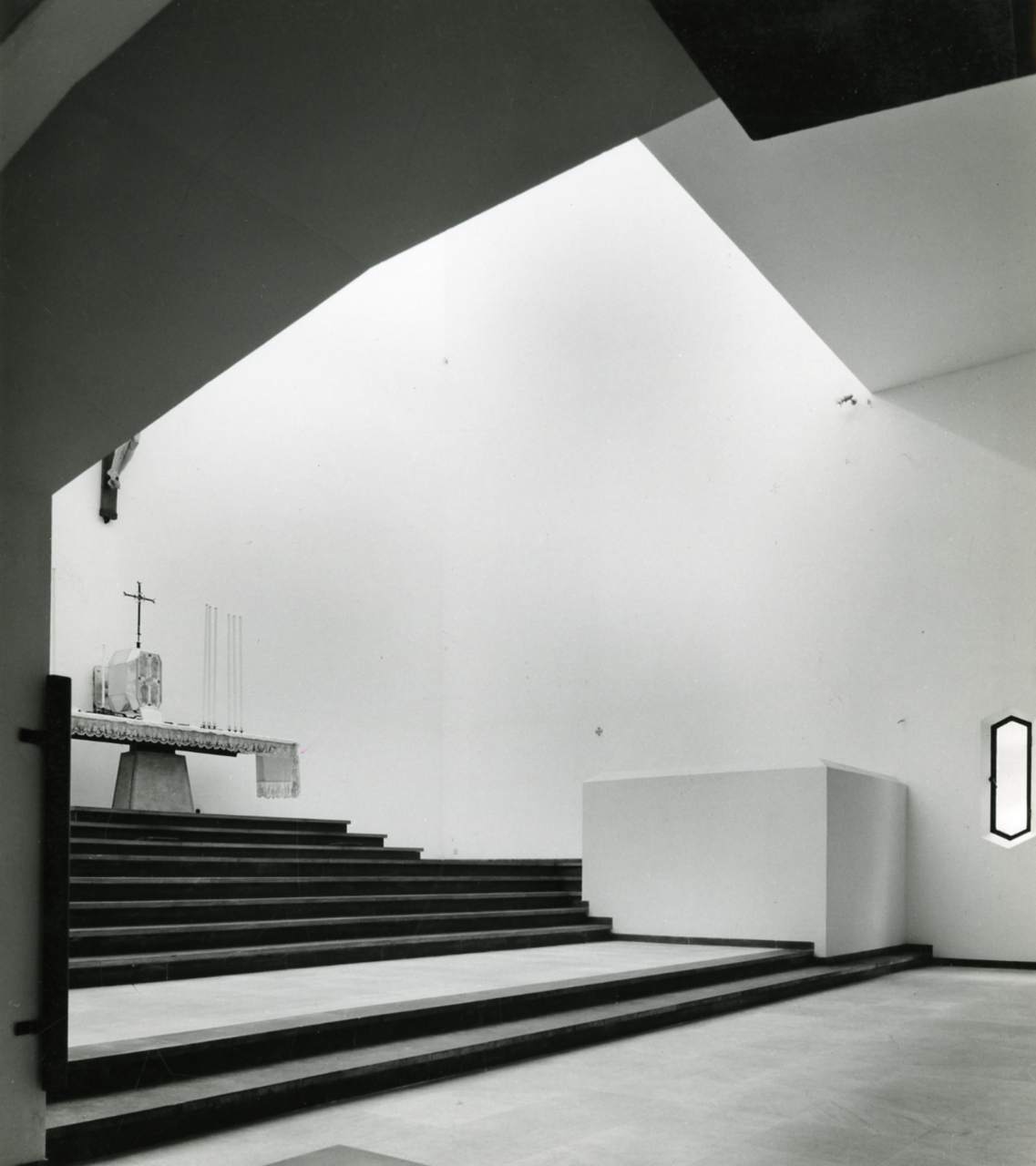
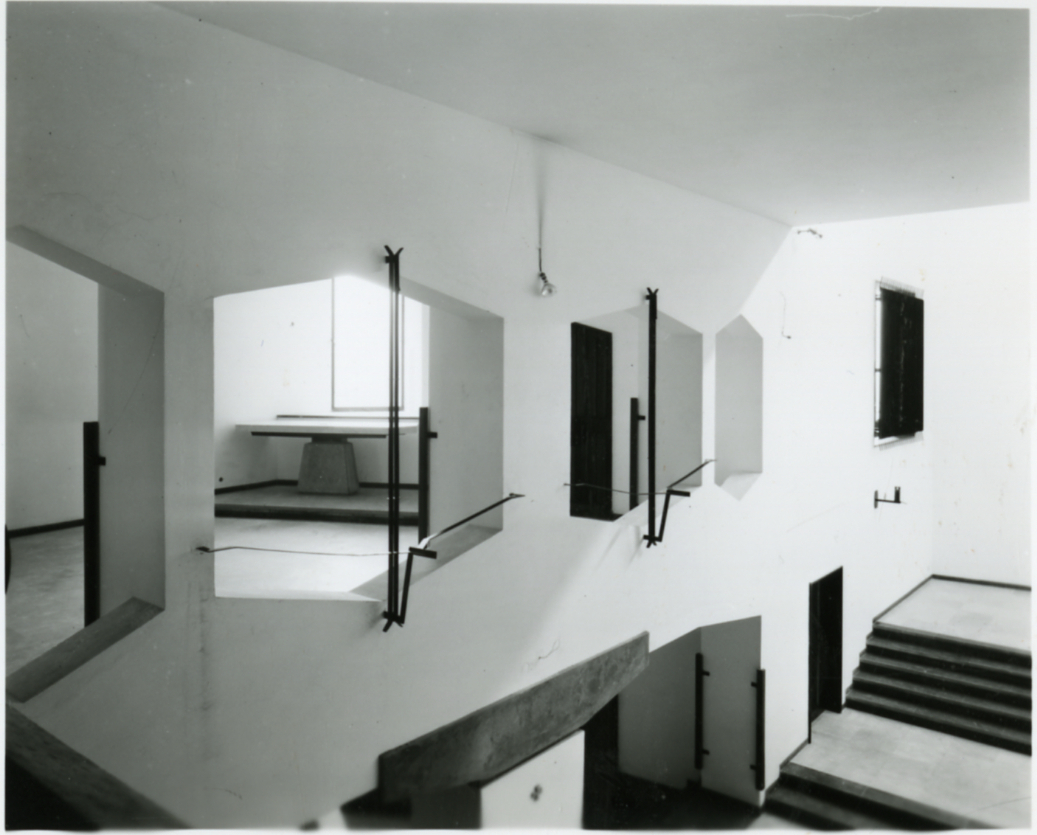

## Prix
- En 1956, prix Olivetti pour l'urbanisme, conjointement avec l'architecte Carlo Scarpa

## Source
- (it) Cet article est partiellement ou en totalité issu de l’article de Wikipédia en italien intitulé « Ludovico Quaroni » (voir la liste des auteurs).